# Cláudio Roditi
Cláudio Roditi (Rio de Janeiro, 28 de maio de 1946 – 18 de janeiro de 2020) foi um trompetista de jazz brasileiro.
Nascido numa família judaica, aos dezoito anos de idade foi finalista do International Jazz Competition, em Viena e, no ano seguinte, mudou-se para a Cidade do México, onde teve participação ativa junto à cena musical.
Na década de 1960 fez parte do conjunto do lendário Ed Lincoln e, no início dos anos 70, partiu para Boston, a fim de estudar na Berklee College of Music. Em 1976, Roditi fixou-se em Nova Iorque, onde tocou e gravou com músicos de peso, geralmente ligados ao latim jazz, tais como Herbie Mann, Arturo Sandoval, Charlie Rouse e Paquito D'Rivera.
Em 1988 foi convidado por Dizzy Gillespie para participar da Orquestra das Nações Unidas (United Nations Orchestra), e tocou também com Paquito D'Rivera, grande saxofonista alto e clarinetista cubano. Seu estilo lembra muito seu grande ídolo, Lee Morgan, ao qual dedicou um de seus discos.
Morreu no dia 18 de janeiro de 2020, aos 73 anos, em decorrência de um câncer.

## Discografia
- 1984 Red on Red
- 1985 Claudio!
- 1988 Gemini Man
- 1989 Slow Fire
- 1990 Two Of Swords
- 1990 Milestones
- 1991 Today is Tomorrow
- 1993 Jazz Turns Samba
- 1993 Daywaves
- 1994 Free Wheelin'
- 1995 Samba-Manhattan Style
- 1996 Claudio, Rio & Friends
- 1996 Metropole Orchestra
- 1997 Double Standards
- 1998 Mind Games Live
- 2002 Three For One
- 2004 Light in the Dark
- 2005 Relections
- 2006 Smile-Roditi; Ignatzek; Rassinf
- 2007 Brasilliance x 4
- 2008 Beyond Question
- 2010 Dedication
- 2010 Impressions
- 2010 Simpatico
- 2011 Bons Amigos